# Arpents du Soleil
 (mai 2025).
L'article doit être relu — et modifié si nécessaire — par des contributeurs indépendants pour apporter un regard critique aux contributions effectuées en violation des conditions d'utilisation de Wikipédia, tant sur la forme (notamment concernant le style encyclopédique, la proportionnalité) que sur le fond (la neutralité de point de vue, la qualité et l'indépendance des sources).
 (mai 2025).
Les « Arpents du Soleil » est un vignoble normand situé à Saint-Pierre-sur-Dives.

## Historique
Le vignoble des « Arpents du Soleil » est situé à Grisy en Normandie. La viticulture existe en ce lieu depuis l'époque médiévale. Son ancienneté a été prouvée par des recherches documentaires sur les vignobles au « Fonds Normand » de l'Université de Caen. Un texte mentionne la présence de vigne près de Caen et à Grisy. La Carte de Cassini (1762) confirme cette découverte avec la mention « la Maison du Vigneron » située à l’emplacement actuel du vignoble des « Arpents du Soleil ». Des preuves plus précises sont fournies par des actes notariés passés devant le notaire de Saint-Pierre-sur-Dives à la fin du XVIIIe siècle. Gérard Samson décide de faire renouer cette parcelle, nommée « Le Soleil » par les anciens, avec son destin viticole en 1995.
Gérard Samson possède et gère le domaine. En 1998, le premier millésime est produit. En 2003, le vignoble passe à 3 ha, puis à 5 ha en 2010 et à 6,6 ha en 2015. En 2010, Gérard Samson devient notaire honoraire et quitte la profession. En 2019, les « Arpents du Soleil » deviennent le seul domaine normand produisant 40 000 bouteilles et totalisant 21 sélections au Guide Hachette des vins.
Depuis 2018 sont organisées des expositions de photographies,,.

## Terroir
La parcelle bénéficie d'un microclimat sec et chaud sur un coteau orienté au sud et d'un sol composé de rendzine anthropique sur bathonien supérieur.
Le sol argilo-calcaire superficiel est très pierreux et développé sur une roche calcaire du jurassique. Les vignes peuvent alors plonger profondément jusqu'à des couches de marnes leur assurant une alimentation hydrique en période de sécheresse[réf. nécessaire].
La végétation naturelle s’apparente à celle des régions méridionales : origan, thym, orchidées, et abrite des papillons rares et des lézards. Pour les préserver le vignoble est conduit en agroécologie et les entre-rangs sont enherbés. Les vinifications sont également conduites dans le respect de la récolte et du terroir. Les vins sont ainsi peu filtrés, non collés et non chaptalisés.
Le vignoble des « Arpents du Soleil » obtient la certification Haute Valeur Environnementale (HVE) en 2018.

## Label IGP et cépages
Le calvados (initialement vin de pays du Calvados) est un vin français bénéficiaire d'une indication géographique protégée (IGP) de zone, produit sur le territoire du département français du Calvados, et plus précisément dans le Pays d'Auge, à l'est du département.
Les « Arpents du Soleil » produisent en IGP Calvados trois vins de cépage (auxerrois, pinot gris ou pinot noir) et un vin d'assemblage élaboré à partir de chardonnay, sauvignon, melon de Bourgogne et müller-thurgau. Un vin de paille à base de gewurztraminer et de poulsard est également produit hors IGP.